# Opistholebes cotylophorus
Opistholebes cotylophorus är en plattmaskart. Opistholebes cotylophorus ingår i släktet Opistholebes och familjen Opistholebetidae. Inga underarter finns listade i Catalogue of Life.